# Chersotis illauta
Chersotis illauta är en fjärilsart som beskrevs av Max Wilhelm Karl Draudt 1936. Chersotis illauta ingår i släktet Chersotis och familjen nattflyn. Inga underarter finns listade i Catalogue of Life.